# 397 هـ
397 هـ هي سنة في التقويم الهجري امتدت مقابلةً في التقويم الميلادي بين سنتي 1006 و1007.

## أحداث
- عبد الملك المظفر بالله يتولى منصب الحجابة خلفا لأبيه في عهد الخليفة هشام المؤيد بالله ويعقد للمعزَّ بن زيري بن عطية على فاس وقبض على ابنه كرهينةً واشترط عليه أن يدفع في كل سنةٍ خيلاً وسلاحا ومالاً معلوماً يوصله إلى قرطبة.

## مواليد
- القاسم بن الفضل الثقفي
- عبد العزيز بن عبد الرحمن المنصور

## وفيات
- مسلمة المجريطي